# Petr II. Bulharský
Petr II. (bulharsky Петър II, Petăr II, někdy také Petr IV. – když se započítávají dva uzurpátoři v letech 1040 až 1041 a v roce 1072 – vlastním jménem Теодор, Theodor; datum narození neznámé, zemřel roku 1197) byl obnovitelem samostatného bulharského státu roku 1185 a v letech 1185–1187 či 1190 a znovu 1196 až 1197 samozvaným bulharským carem z dynastie Asenovců.

## Život
Theodor byl nejstarším synem neznámého bojara z dynastie později nazývané Asenovci, a spolu s mladším bratrem Asenem vlastnil některé hrady v okolí města Tarnova. Spolu s bratrem se stal roku 1185 vůdcem protibyzantského povstání, které nabývalo velkých rozměrů. Byzantský císař Andronikos I. Komnenos (vládl 1183–1185) byl v září 1185 zavražděn a jeho nástupce Isaakios II. Angelos byl slaboch, který si nevěděl rady s povstáním v Bulharsku, kde se oba bratři zmocnili území mezi pohořím Stara Planina a řekou Dunaj. Také oblehli hlavní město cara Simeona I. – Preslav, ale nebyli úspěšní. Asenovci se proto rozhodli vyhlásit samostatnost Bulharska v již dobytém městě Tarnovu. Na podzim roku 1185 byla obnovena samostatná bulharská církev a nový arcibiskup Vasilij korunoval Theodora, který přijal jméno Petr, bulharským carem, který však přijal svého bratra Asena za spoluvládce. Byzantský basileus Isaakios II. vyslal proti bratrům několik výprav, avšak ani jednou nebyl úspěšný, a to i díky pomoci polodivokých Kumánů. Při poslední výpravě uzavřel Isaakios s Petrem a Asenem roku 1187 mír, a v něm uznal samostatnost bulharského státu. Po uzavřní příměří byl také odveden jako rukojmí do Isaakiova sídelního města Konstantinopole nejmladší Petrův bratr Joanica, kterému se však později podařilo uprchnout. Buď roku 1187 nebo r. 1190 předal Petr vrchní vládu svému bratru Asenovi I. a sám spravoval v souladu s politikou svého patrně schopnějšího bratra pouze dílčí oblasti. Asen s Petrem se ale nesmířili pouze s uznáním samostatnosti, ale chtěli bulharské území ještě rozšířit. Hodlali využít zahraničních potíží císaře Isaakia II. na východě – roku 1187 byl pro křesťany načas ztracen Jeruzalém a císař se obával nového, již třetího křižáckého tažení do Svaté země. Roku 1189 vypravili Asen, Petr a srbský župan Štěpán Nemanja poselstvo k vůdci křižáků, římskému císaři Friedrichu I. Barbarossovi s nabídkou, že pokud Friedrich pomůže mladým slovanským státům, pomůžou státy jemu. Barbarossa ale odmítl. Petr i nadále vládl-nevládl jako druhý muž bulharské říše až do roku 1196, kdy byl svým bratrancem Ivankem v Tarnovu zavražděn car Asen I. Petr, který v době bratrova násilného odchodu ze světa nebyl v Tarnovu přítomen, okamžitě vytáhl s vojskem proti spiklencům. Nakonec Tarnovo dobyl a ujal se podruhé vlády (1196–1197). Za svého spoluvládce přijal bratra Joanicu, uprchnuvšího z Konstantinopole. Petr ale nevládl dlouho: roku 1197 byl stejně jako Asen I. zavražděn nespokojeným bojarem a Joanica se jako Kalojan (Kaloioannes – Dobrý Jan, Ivan) stal samovládcem.